# 엘리자베스 윌슨
엘리자베스 윌슨(Elizabeth Wilson, 1921년 4월 4일 ~ 2015년 5월 9일)는 미국의 배우이다. 《Sticks and Bones》(1972)로 1972년 제26회 토니상 연극 부문 여우조연상을 수상하였다. 2006년 미국 극장 명예의 전당(American Theater Hall of Fame)에 헌액되었다.

## 출연 작품

### 영화
- 나인 투 파이브 (1980)

### 텔레비전
- 로앤오더: 뉴욕 특수수사대 (2002)